# エマ・エリザベス・スミス
エマ・エリザベス・スミス（英: Emma Elizabeth Smith、1843年頃 - 1888年4月4日）は、売春婦であり、ホワイトチャペル殺人事件の最初の被害者である。
連続殺人者として有名な切り裂きジャックの犠牲者の1人と言われているが、現代の著述家のほとんどはその可能性は低いと考えている。

## 生涯と死
1888年に殺害される前のスミスの生涯は現在でも謎が多い。捜査の間に警察の資料が収集されたが、そのほとんどは行方不明になっている。公立記録保管所へ移送される前に、盗難や置き忘れ、廃棄によりロンドン警視庁の倉庫から失われてしまったようだ。現存する記録の中にはエドマンド・リード (英: Edmund Reid) 警部補による記述があり、「フィンズベリー・パーク地域に息子と娘が住んでいる」と記されている。また、ウォルター・デュー (英: Walter Dew) 刑事が後に記した記録には、スミスと親密な友人さえもその過去はほとんど知らなかったと書かれている。デューの記録によれば、スミスは未亡人を称しており、10年以上前に夫と別れて過去の繋がりを断ち切ったと語っていたが、そのような経緯に至った理由などは明言しなかったという。また、スミスは不自由の無い生活を送っていた過去があることを臭わせており、売春婦には珍しく話しぶりには少し教養が感じられたらしい。
1888年に殺害された当時、スミスはロンドン・イーストエンドのスピタルフィールズのジョージ・ストリート (以降、ロールズワース・ストリートに改名) 18番地にあるロッジングハウス (安価な共同住宅) に住んでいた。1888年4月3日 (火) は法定休日であるイースター・マンデーの翌日だった。その日の早朝、ホワイチャペルのオズボーン・ストリートとブリック・レーンの交差点でスミスは襲撃を受けた。スミスは負傷したものの生き延び、どうにか自宅であるロッジングハウスへ歩いて戻ることができた。スミスは管理人代理のメアリー・ラッセル (英: Mary Russell) に、2・3人の男に襲われたこと、そのうちの1人は10代の若者だったことを伝えた。ラッセル夫人と住人の一人であるアニー・リー (英: Annie Lee) はスミスをロンドン病院へ連れていき、スミスは住み込みの外科医のジョージ・ハスリップ (英: George Haslip) の治療を受けた。スミスは昏睡に陥り、翌日の午前9時に死亡した。当直の外科医のG・H・ヒリアー (英: G. H. Hillier) 医師が調査を行ったところ、膣に鈍器が挿入されて腹膜が破裂していたことが判明した。4月6日になって初めて警察に事件のことが通知され、翌日に検死審問を開くことが伝えられた。病院で開かれた検死審問はイースト・ミドルセックスの検視官のウィン・エドウィン・バクスター (英: Wynne Edwin Baxter) が指揮し、ラッセルとヒリアー、ロンドン警視庁H地区ホワイトチャペル担当の地元の警部のジョン・ウェスト (英: John West) が参加した。検死陪審はスミスは何者かによって殺害されたという評決を下した。
ウェスト警部は捜査をH地区のエドマンド・リード警部補に任せた。リードは報告書に、スミスの衣服は余りに汚れてぼろぼろだったため、新たに破れた部分があったか見分けることができなかったと記した。H地区に配置されていたウォルター・デュー刑事は後に、捜査の際に数百名を尋問したこと、H地区にあったロンドン塔の兵士の尋問も行ったこと、泊められていた船内の捜索や船員の尋問も行ったことを記している。スミスは自分を襲撃した男たちについて説明しなかった。目撃者も現れず、目撃者を発見することもできなかった。捜査は実りのない結果で終わり、殺人者は逮捕されなかった。

## ホワイトチャペル殺人事件との関係
この事件はロンドン警視庁の資料でホワイトチャペル殺人事件として指定された11件の事件で最初に発生したものである。報道機関の分子にはこの事件をその後に発生した切り裂きジャックによる単独の犯行とされる殺人事件と結び付けて考えていた人もいた。しかし、スミス殺害事件は後に起きた殺人事件と関係している可能性は低いとされる。ウォルター・デューは例外的にスミスを切り裂きジャックの最初の被害者と考えていたが、警察は犯罪集団による犯行であり、切り裂きジャックとは無関係と考えていた。スミスは襲撃者について説明できなかったのではなく、報復を恐れて説明しなかった可能性がある。売春婦はしばしばギャングにより管理されていた。スミスはギャングに従わなかった罰で襲われたか、脅迫の一環で襲撃された可能性がある。